# لويد د. براون
لويد د. براون (بالإنجليزية: Lloyd D. Brown)‏ هو عسكري أمريكي، ولد في 28 يوليو 1892 في شارون في الولايات المتحدة، وتوفي في 17 فبراير 1950 في واشنطن في الولايات المتحدة.